# Tekst
Een tekst of geschrift is, ruim gedefinieerd, een reeks talige tekens, zoals letters, symbolen of klanken, die in een communicatieve situatie als een geheel wordt ervaren. Een tekst kan dus zowel geschreven als ongeschreven zijn.
Er zijn, bij de benedengrens, teksten die uit slechts één teken of klank bestaan. In vele gevallen bestaat een tekst echter uit een aantal welgeordende woorden en zinnen, die min of meer coherentie en cohesie vertonen. Aan de bovengrens is er dan bijvoorbeeld sprake van een romantekst, of een lang gesprek of gewoon een dialoog tussen twee personen.
De samenhang en het communicatieve functioneren van teksten worden bestudeerd in de tekstlinguïstiek respectievelijk de pragmatiek (taalkunde).
Tekst wordt ook gebruikt als synoniem voor het besproken, behandelde onderwerp: 
- Je moet niet van de tekst raken - niet over wat anders beginnen.
- Tekst en uitleg geven - nader verklaren

## Digitale tekst
Een digitale tekst, elektronische tekst of e-tekst bestaat in principe uit een bepaalde code voor ieder teken (in tegenstelling tot een grafische weergave zoals bij een letter op papier, en in tegenstelling tot een klank), eventueel aangevuld met opmaakcodes. (De meest basale codes die geen zichtbare tekens representeren zijn die voor de spatie en de nieuwe regel.) Dit maakt efficiënte elektronische opslag mogelijk, bijvoorbeeld als een txt-, html-, doc- of pdf-bestand, of in een van de speciale formats voor e-boeken.
Voordelen van een digitale tekst ten opzichte van een tekst op papier zijn (een en ander voor zover deze mogelijkheden niet zijn ingeperkt, zoals bij Digital Rights Management, en verder afhankelijk van het bestandstype en de software) de doorzoek-, bewerk-, kopieer- en verzendbaarheid (onder andere e-mail en sms), de geringe massa en het geringe volume van een gegevensdrager, de instelbaarheid van de lettergrootte met automatische aanpassing van de hoeveelheid tekst op een regel aan de scherm- of vensterbreedte zodat zo veel mogelijk tekst op een regel staat zonder dat horizontaal scrollen nodig is, en de mogelijkheid tot keuze van een lettertype.
Een nadeel is dat een apparaat en software nodig zijn om een tekst te kunnen lezen (de codes worden daartoe terugvertaald naar de grafische weergave op een beeldscherm) of te annoteren/bewerken/schrijven.
Een tussenvorm waarbij de voordelen gedeeltelijk van toepassing zijn is het als afbeelding opslaan van ingescande tekstpagina's. Dit wordt toegepast als de tekst oorspronkelijk op papier stond en het te veel werk is om de tekst te digitaliseren (eventueel met OCR), of als men de oorspronkelijke opmaak exact wil behouden. In het laatste geval wordt ook wel een combinatie toegepast van digitalisatie ten behoeve van doorzoekbaarheid, maar weergave als afbeelding.
Omzetting van digitale tekst naar tekst op papier gebeurt met een printer. Dit kan ook met een fax machine.
- Gemeinsame Normdatei: 4059596-1
- Nationale Bibliotheek van Tsjechië: ph126631